# 내란죄
내란죄(內亂罪, rebellion)는 국토의 참절 또는 국헌문란(國憲紊亂)을 목적으로 하여 폭동하는 죄(형법 제87조)를 말한다. 내란의 사전적 정의는, 정부를 뒤엎을 목적으로 '나라 안에서 일으킨 무력 투쟁'이다. 내란죄는 외환죄(外患罪)와 같이 국가의 존립에 관한 범죄이지만, 외환죄가 외부로부터 국가의 존립을 위태롭게 하는 것인 데 반해 내란죄는 국가의 내부에서 그 기본적 질서를 유린(공격)하는 것이다.

## 구성요건
내란죄의 주관적 요건인 '목적'은 국토 참절 또는 국헌 문란을 내용으로 하여야 한다.(형법 제91조)
- 국토 참절 : 대한민국 영토의 전부 또는 일부에 대한 주권 행사를 배제하고 불법적 권력을 행사하는 것
- 국헌 문란 : 헌법 또는 법률에 정한 절차에 의하지 아니하고 헌법 또는 법률의 기능을 소멸시키거나, 헌법에 의하여 설치된 국가기관(헌법기관)을 강압에 의하여 전복(顚覆) 또는 그 권능 행사를 불가능하게 하는 것

그리고, '폭동'이란 다중(多衆)이 결합하여 폭력을 행하는 것으로서, 그것이 적어도 한 지방의 안녕과 질서를 파괴할 정도의 규모여야 한다.
페드로 카스티요

## 처벌
내란죄는 집단범죄의 특질에 비추어 그 관여자를 수괴(首魁), 중요임무 종사자(모의참여·지휘 등), 부화수행자(附和修行者) 및 단순 관여자(單純關與者)로 나누고, 각자의 역할에 따라 형(刑)의 경중(輕重)을 두어 최고 사형에서부터 최하 5년 이상의 징역 또는 금고(禁錮)에 처한다. 내란의 목적으로 사람을 살해한 때에는 따로 내란목적 살인죄를 구성하며, 그 처벌은 사형·무기징역 또는 무기금고이다.(형법 제88조)
내란죄의 미수범 뿐만 아니라 예비·음모와 선동·선전도 처벌한다. 다만, 예비·음모에서 실행에 이르기 전에 자수한 때에는 그 형을 감경(減輕)하거나 면제한다.(형법 제89조 및 제90조)

## 공소시효
1995년 12월 21일 제정과 함께 공포하여 시행한 광주민주화운동에관한법률에서 "1979년 12월 12일과 1980년 5월 18일을 전후하여 발생한 헌정질서 파괴범죄와 반인도적 범죄에 대한 공소시효 정지 등에 관한 사항 등을 규정함으로써 국가기강을 바로잡고 민주화를 정착시키며 민족정기를 함양함을 목적으로 한다"라고 정할 때 함께 시행한 헌정질서파괴범죄의 공소시효 정지에 관한 특례법에서 형법 내란의 죄ㆍ외환의 죄와 군형법 반란죄ㆍ이적죄를 헌정질서파괴범죄라고 정하여 공소시효를 적용하지 않는다.

## 대한민국의 판례
대한민국 대법원은 5.17 내란 사건에서 전두환, 노태우, 정호용, 주영복, 이희성에게 1994년에 기소유예 처분되었으나 다시 공소 제기하여 내란모의참여죄, 내란목적살인죄를 유죄 선고했으나 동일 범죄에 대해 거듭 처벌받지 않는 헌법 제13조를 위반하였다.

군사반란과 내란을 통하여 정권을 장악한 경우에도 가벌성 여부

다수의견은 국민주권주의, 자유민주주의, 국민의 기본권보장, 법치주의 등을 국가의 근본이념 및 기본원리로 하는 헌법질서를 수립한 이래 지금까지 한결같이 그대로 유지하여 오고 있는 터이므로, 군사반란과 내란을 통하여 정권을 장악한 후 국민투표를 거쳐 헌법을 개정하고 개정된 헌법에 따라 국가를 통치하여 왔다고 하더라도 그 군사반란과 내란을 통하여 새로운 법질서를 수립한 것이라고 할 수는 없으며, 헌법에 정한 민주적 절차에 의하지 아니하고 폭력에 의하여 헌법기관의 권능행사를 불가능하게 하거나 정권을 장악하는 행위는 어떠한 경우에도 용인될 수 없다.

- 범죄는 ‘어느 행위로 인하여 처벌되지 아니하는 자’를 이용하여서도 이를 실행할 수 있으므로, 내란죄의 경우에도 ‘국헌문란의 목적’을 가진 자가 그러한 목적이 없는 자를 이용하여 이를 실행할 수 있다.[2]
- 내란선동죄는 내란이 실행되는 것을 목표로 선동함으로써 성립하는 독립한 범죄이고, 선동으로 말미암아 피선동자들에게 반드시 범죄의 결의가 발생할 것을 요건으로 하지 않는다. 즉 내란선동은 주로 내란행위의 외부적 준비행위에도 이르지 않은 단계에서 이루어지지만, 다수인의 심리상태에 영향을 주는 방법으로 내란의 실행욕구를 유발 또는 증대시킴으로써 집단적인 내란의 결의와 실행으로 이어지게 할 수 있는 파급력이 큰 행위이다. 따라서 내란을 목표로 선동하는 행위는 그 자체로 내란예비·음모에 준하는 불법성이 있다고 보아 내란예비·음모와 동일한 법정형으로 처벌되는 것이다.[3]

## 같이 보기
- 대한민국 형법상 범죄 목록
- 반란죄
- 5.17 쿠데타
- 12.3 쿠데타
- 이석기 내란 선동 사건